# Schistostega fulva
Schistostega fulva là một loài rêu trong họ Schistostegaceae. Loài này được (Hook.) Arn. mô tả khoa học đầu tiên năm 1827.